# Крученозубка Шімпера
Крученозубка Шімпера (Tortula schimperi) — вид мохів порядку потіальних (Pottiales).

## Поширення
Батьківщиною є Європа.